# 모종
모종(毛宗, ?-?)은 신라 사람으로 김양도의 아버지이자 보종의 조카이다.

## 가족 관계
- 조부 : 노리부 세종
- 조모 : 미실
  - 아버지 : 하종
- 외조부 : 설원
- 외조모 : 준모
  - 어머니 : 미모낭주 설씨
- 부인 : 양명공주
  - 아들 : 김양도
  - 며느리 : 보량궁주 설씨
    - 손자 : 양효(良孝)
    - 손녀 : 양시(良時)